# Медицина в Древен Египет
Медицината на Древен Египет е една от най-старите документирани. От самото начало на цивилизацията през XXXIII век пр.н.е. до персийското нашествие през 525 пр.н.е. египетската медицинска практика като цяло остава непроменена, но е силно развита за своето време, включително проста неинвазивна хирургия, наместване на кости и обширна фармакопея. Египетската медицинска мисъл повлиява по-късни традиции, включително гръцката.
- Практикуванито на балсамирането е дало голямо познание за органите.
- До нас са достигнали многобройни медицински папируси. Те показват, че магия и медицина са тясно свързани: така към медикамента се добавя неприятно вещество, за да изгони демона от тялото.
- Но се наблюдава и истинска наука: всеки папирус описва дадена болест с името, нейните симптоми и предлага много лекарства – билки, минерали.
- Хирурзите са особено вещи. Те могат да запълнят кариес (зъбите на египтяните са били лоши заради пясъка, който попадал в хляба) и да лекуват счупвания.
- Престижът на един лекар понякога надхвърля границите и той може да пътува далеч извън Египет, за да лекува известен пациент.

## Исторически източници
До XIX век основните източници на информация за египетската медицина са ръкописи от древността. Гръцкият историк Херодот посещава Египет около 440 г. пр.н е. и подробно описва своите наблюдения върху тяхната лекарствена практика.Плиний Стари също също се изказва положителна за тях в исторически преглед. Хипократ, Херофилос, Еразистрат и по-късно Гален учат в храма на Аменхотеп и признават приноса на древната египетска медицина в гръцката медицина. През 1822 г. преводът на розетския камък най-накрая позволява разчитането на древни египетски йероглифични надписи и папируси, включително много свързани с медицински въпроси (египетски медицински папируси). Интересът към египтологията през XIX век е довел до откриването на няколко комплекта подробни древни медицински документи, включително папирусът Еберс, папирус на Едуин Смит, папирус на Хърст, Лондонският медицински папирус и други, датиращи още от 2900 г. пр.н.е.
Папирусът на Едуин Смит е учебник по хирургия с подробни анатомични описания и информация за „изследване, диагностика, лечение и прогноза“ на множество заболявания. Вероятно е написан около 1600 г. пр.н.е., но се счита за копие на други по-ранни текстове. Медицинската информация в него датира още от 3000 г. пр.н.е. Вероятно се бил използван като ръководство за обучение. Леченията се включват мехлеми, направени от вещества с животински, растителен или плодов произход или минерали. Има данни за орална хирургия, извършвана още по времето на четвъртата династия (2900 – 2750 г. пр.н.е.) Папирусът Еберс (около 1550 г. пр.н.е.) включва 877 рецепти – категоризирани от съвременен редактор – за различни заболявания и заболявания, някои от които включват магически лекарства, тъй като египетските вярвания относно магията и медицината често са били тясно свързани.  Той също така съдържа информация за туморите, заедно с инструкции за отстраняване на тумора.  Гинекологичният папирус Кахун се отняся до здравословните проблеми на жените, включително проблеми със зачеването. Намерени са описанията на тридесет и четири случая от 1800 г. пр.н.е., описващи диагнозата и лечението, като някои не са цели. Това е най-старият оцелял медицински текст от всякакъв вид. Други документи като папируса Хърст (1450 г. пр.н.e.) и Берлинския папирус (1200 г. пр.н.е.) също дават ценна информация за древната египетска медицина. Информация може да се получи и от изображенията, които често украсяват стените на египетските гробници и превода на придружаващите ги надписи. Напредъкът в съвременните медицински технологии също допринася за разбирането на древната египетска медицина. Палеопатолозите са успели да използват рентгенови лъчи и и след това сканиране, за да визуализиат костите и органите на мумиите. Електронните микроскопи, масспектрометрията и техники използвани предимно в криминалистиката позволяват на учените да „проверят“ на здравословното състояние в Египет преди 4000 години.